# Уолтерс, Кара
Кара Элизабет Уолтерс (англ. Kara Elizabeth Wolters; по мужу Дринан (англ. Drinan); родилась 15 августа 1975 года в Нейтике, Массачусетс, США) — американская профессиональная баскетболистка, выступала в женской национальной баскетбольной ассоциации. Была выбрана на драфте ВНБА 1999 года в третьем раунде под общим тридцать шестым номером командой «Хьюстон Кометс». Играла на позиции центровой.

## Ранние годы
Кара родилась 15 августа 1975 года в городке Нейтик (штат Массачусетс) в семье Уильяма и Лиз Уолтерс, у неё есть брат, Рэй, и две сестры, Кристен и Кэти. Выросла же она чуть южнее, в городе Холлистон, где училась в одноимённой средней школе, в которой выступала в местной баскетбольной команде.